# Bathoniense
| Era Eratema | Periodo Sistema | Época Serie         | Edad Piso                      | Inicio, en millones de años |
| ----------- | --------------- | ------------------- | ------------------------------ | --------------------------- |
| Mesozoico   | Cretácico       | Cretácico           | Cretácico                      | 143,1                       |
| Mesozoico   | Jurásico        | Superior / Tardío   | Titoniense Titoniano           | 149,2±0,7                   |
| Mesozoico   | Jurásico        | Superior / Tardío   | Kimmeridgiense Kimmeridgiano   | 154,8±0,8                   |
| Mesozoico   | Jurásico        | Superior / Tardío   | Oxfordiense Oxfordiano         | 161,5±1,0                   |
| Mesozoico   | Jurásico        | Medio               | Calloviense Calloviano         | 165,3±1,1                   |
| Mesozoico   | Jurásico        | Medio               | Bathoniense Bathoniano         | 168,2±1,2                   |
| Mesozoico   | Jurásico        | Medio               | Bajociense Bajociano           | 170,9±0,8                   |
| Mesozoico   | Jurásico        | Medio               | Aaleniense Aaleniano           | 174,7±0,8                   |
| Mesozoico   | Jurásico        | Inferior / Temprano | Toarciense Toarciano           | 184,2±0,3                   |
| Mesozoico   | Jurásico        | Inferior / Temprano | Pliensbachiense Pliensbachiano | 192,9±0,3                   |
| Mesozoico   | Jurásico        | Inferior / Temprano | Sinemuriense Sinemuriano       | 199,3±0,3                   |
| Mesozoico   | Jurásico        | Inferior / Temprano | Hettangiense Hettangiano       | 201,4±0,2                   |
| Mesozoico   | Triásico        | Triásico            | Triásico                       | 251,902±0,024               |

El Bathoniense o Bathoniano es el tercer piso y edad del Jurásico Medio en la escala temporal geológica. Sucede al Bajociense y precede al Calloviense. Se inició hace unos 168,2 millones de años y terminó hace unos 165,3 millones de años.
El Bathoniense se introdujo en la literatura científica por el paleontólogo belga Jean d'Omalius d'Halloy en 1843. Recibe su nombre de la ciudad de Bath (latinizado como Bathonium) del condado de Somerset (Reino Unido).

## Sección estratotipo y punto de límite global (GSSP)
La sección estratotipo y punto de límite global (GSSP) para la base del Bathoniense se encuentra en el barranco de Auran (Ravin d'Auran), en la comuna de Chaudon-Norante (departamento de Alpes de Alta Provenza, Francia). Se caracteriza por la primera aparición de los amonites Gonolkites convergens (define la base de la zona Zigzagiceras zigzag) y Morphoceras parvum. El piso y el GSSP fueron aprobados por la Comisión Internacional de Estratigrafía en junio de 2008 y ratificados por la Unión Internacional de Ciencias Geológicas en julio del mismo año.
El techo del Bathoniense se define por la base del Calloviense, cuyo GSSP está pendiente de definir por la Comisión Internacional de Estratigrafía, que se caracteriza por la primera aparición del género de amonites Kepplerites (Kosmoceratidae) (base de la zona Macrocephalites herveyi en la paleobioprovincia subboreal, distribuida desde Gran Bretaña al suroeste de Alemania).

## Fauna del Calloviense

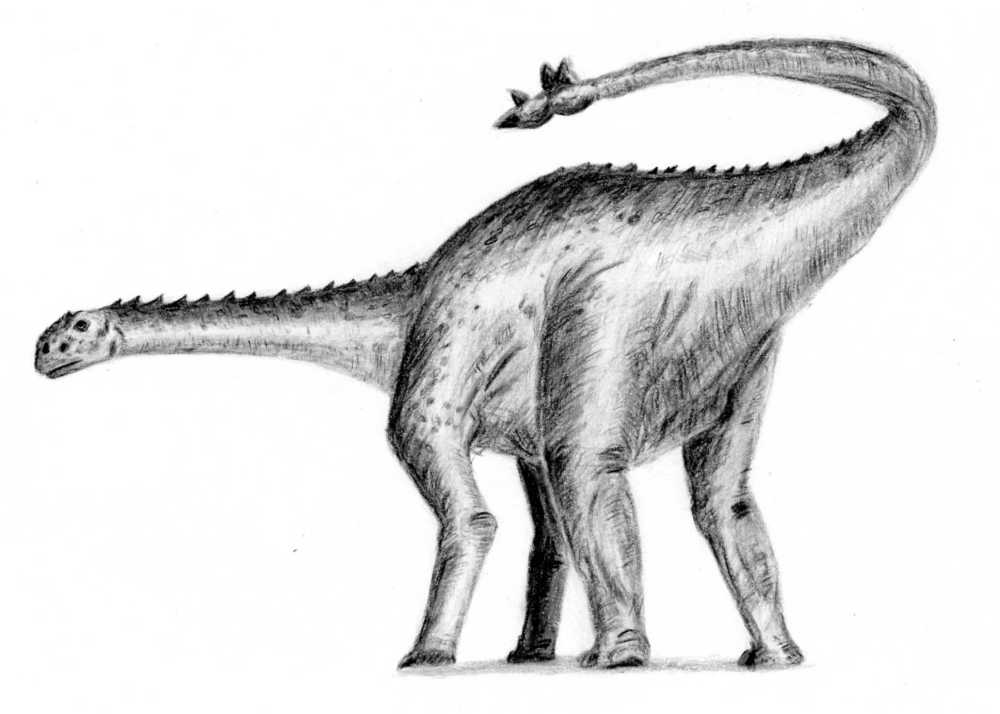
Shunosaurus.
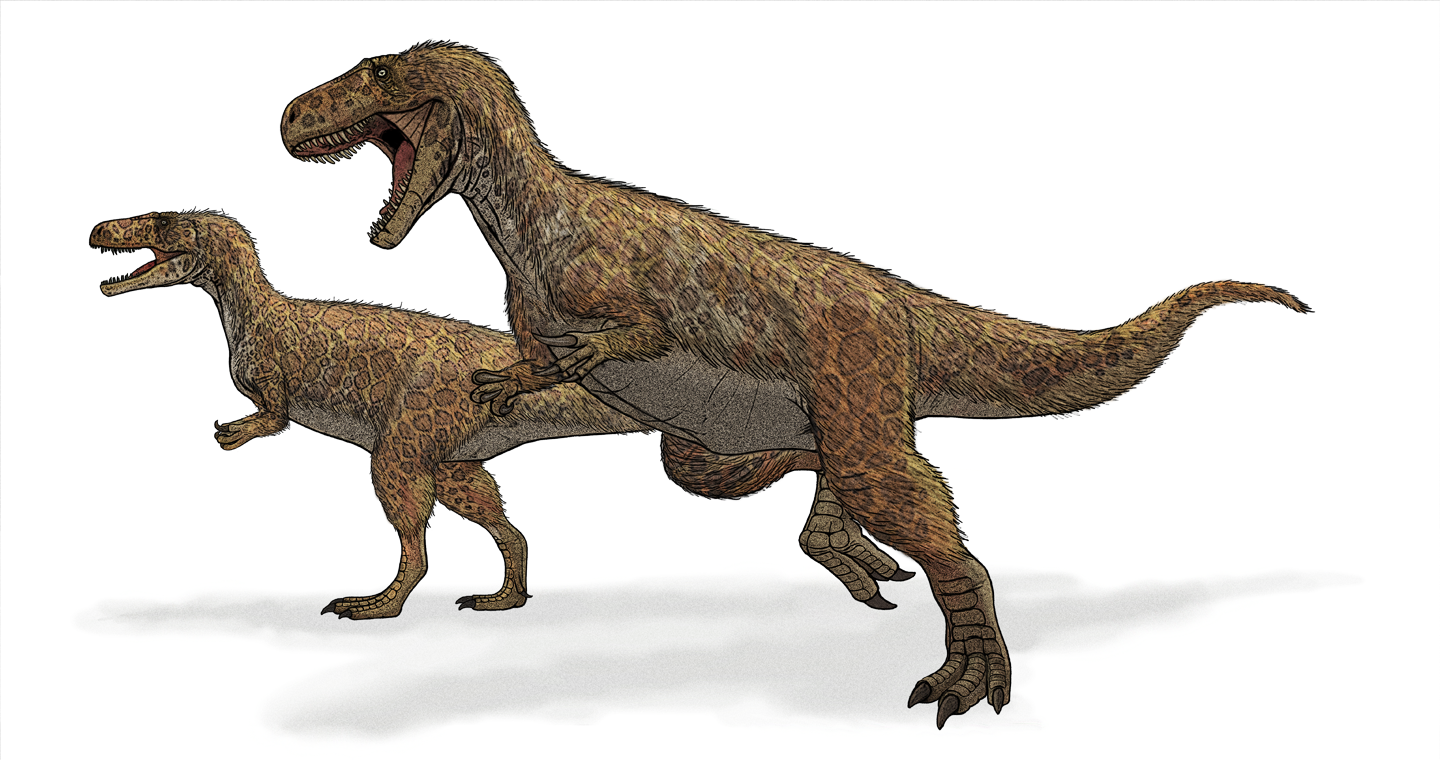
Megalosaurus
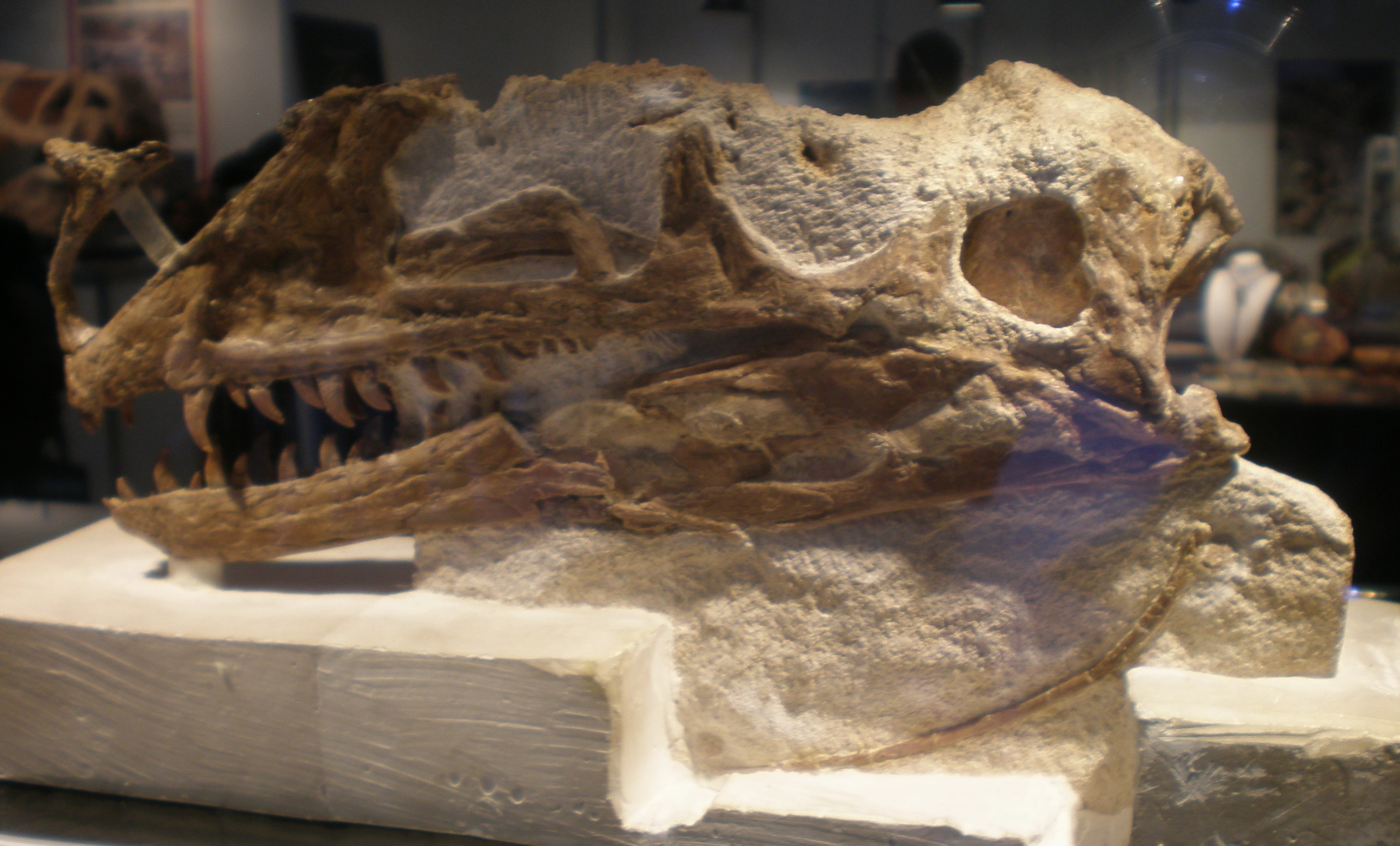
Cráneo de Proceratosaurus